# Kudafushi (Raa-atol)
Kudafushi is een van de onbewoonde eilanden van het Raa-atol behorende tot de Maldiven.